# Xã Greenview, Quận Steele, Bắc Dakota
Xã Greenview (tiếng Anh: Greenview Township) là một xã thuộc quận Steele, tiểu bang Bắc Dakota, Hoa Kỳ. Năm 2010, dân số của xã này là 44 người.